# Iñaki Bea
Iñaki Bea Jauregi (Amurrio, 27 de junio de 1978) es un exfutbolista y entrenador español. Actualmente dirige a la Gimnástica Segoviana Club de Fútbol de la Segunda Federación.

## Trayectoria

### Como jugador
Antes de recalar en las filas del Lorca Deportiva CF -con el que consiguió un ascenso a Segunda División bajo las órdenes de Unai Emery- jugó en la SD Llodio, la SD Amorebieta, el Amurrio Club y el CF Ciudad de Murcia.
En la temporada 2007-08 debutó en Primera División de la mano del Real Valladolid y de su entrenador José Luis Mendilibar, que confió en él una temporada antes para llevar a los blanquivioletas a la máxima categoría del fútbol español. En su paso por el conjunto pucelano disputó un total de 53 partidos.
En julio de 2009 llegó libre al Real Murcia de la Segunda División, fichando por dos temporadas y donde coincidió con otro exjugador del Valladolid, Óscar Sánchez. 

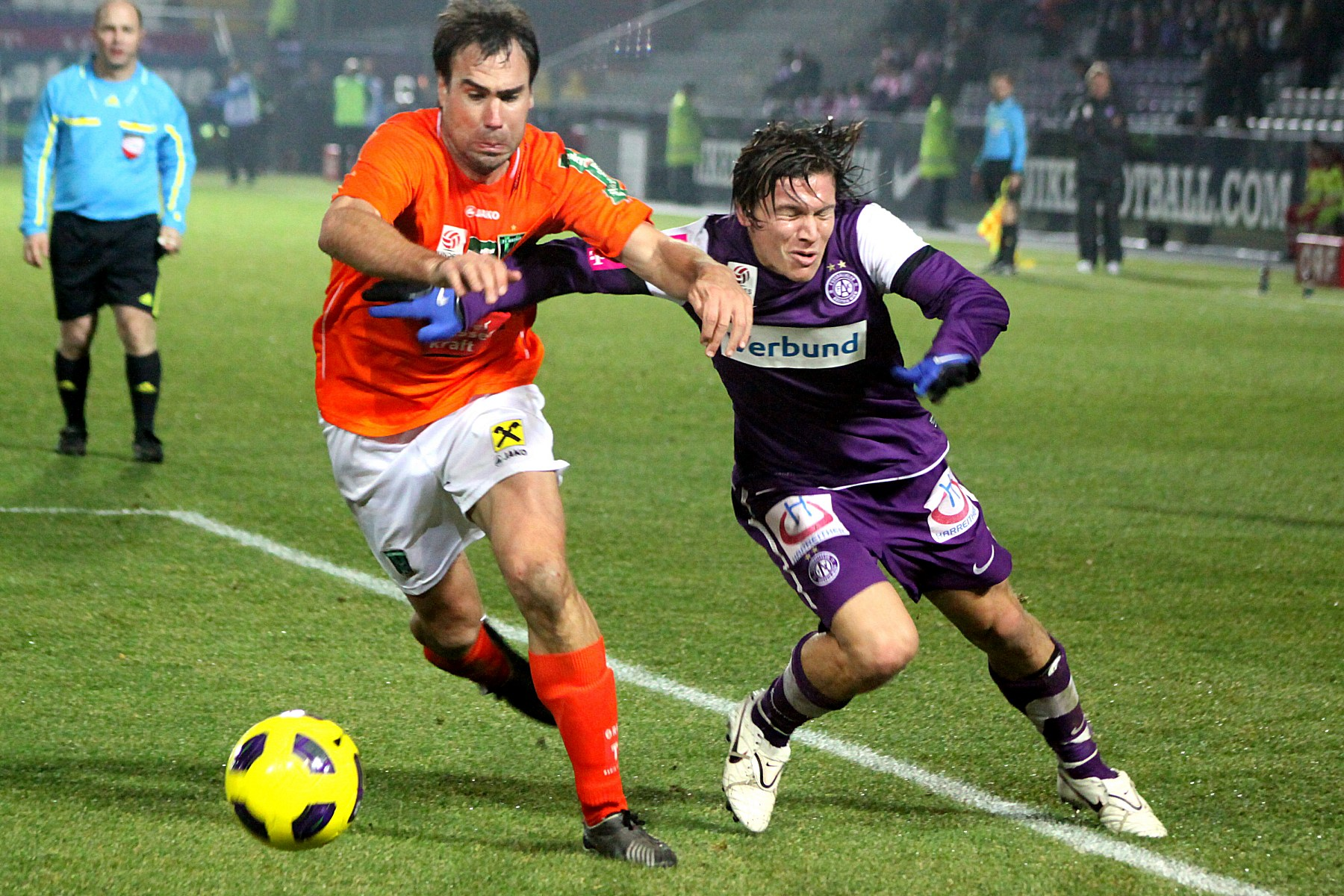
Iñaki Bea en la Copa de Austria 2010-11.

En 2010, tras rescindir su contrato con el club pimentonero, se incorpora al club austriaco Wacker Innsbruck, recién ascendido a la Bundesliga. En Austria, con el histórico club tirolés disputa dos temporadas brillantes, consiguiendo el objetivo inicial de mantener la categoría. 
En el verano de 2012 cruza la frontera para enrolarse en el SV Kickers Pforzheim de la séptima división alemana, donde colgaría las botas.

### Como entrenador
Su debut como entrenador fue con la Selección AFE en el torneo Korantina Homes Cup 2021, la cual acabó ganando. Antes había sido segundo entrenador del UD Levante y la SD Eibar con José Luis Mendilibar durante siete temporadas.
El 24 de febrero de 2022, la Federación Dominicana de Fútbol lo nombró seleccionador de la República Dominicana, donde tendría a Iñaki Goikoetxea de asistente.
Como director de las selecciones nacionales del país caribeño consigue una histórica clasificación para la Copa Mundial de Fútbol Sub-20 de 2023 y para los Juegos Olímpicos de París 2024.
El 11 de noviembre de 2022, se convierte en entrenador del Club Deportivo Numancia de Soria de la Primera Federación. El 1 de mayo de 2023, es destituido a cuatro jornadas del término de la liga. Arrojando un balance de 23 partidos al frente del conjunto numantino con ocho victorias, siete empates y siete derrotas, dejando al equipo noveno en la clasificación con 45 puntos .
El 19 de febrero de 2024, firma como entrenador del Águilas Fútbol Club de la Segunda Federación hasta el final de la temporada, tras la destitución de Sebas López. El 8 de abril de 2024, finalizaría su etapa en el conjunto aguileño. 
Para la temporada 2024-25, sería anunciado como nuevo entrenador del SV Stripfing de la 2. Liga de Austria. Presentó su dimisión del cargo, tras dirigir al equipo en once encuentros.
El 26 de junio de 2025, se confirmaría su llegada a la Gimnástica Segoviana Club de Fútbol para dirigir al conjunto azulgrana en la Segunda Federación, firmando por una temporada.

## Clubes

### Como jugador
| Club                 | País     | Año        |
| -------------------- | -------- | ---------- |
| SD Llodio            | España   | 1996- 1998 |
| SD Amorebieta        | España   | 1998- 2000 |
| Amurrio Club         | España   | 2000- 2002 |
| CF Ciudad de Murcia  | España   | 2002- 2003 |
| Lorca Deportiva CF   | España   | 2003- 2006 |
| Real Valladolid CF   | España   | 2006- 2009 |
| Real Murcia CF       | España   | 2009- 2010 |
| FC Wacker Innsbruck  | Austria  | 2009- 2012 |
| SV Kickers Pforzheim | Alemania | 2012       |

### Como entrenador
| Club                                 | País                 | Año        |
| ------------------------------------ | -------------------- | ---------- |
| Levante UD (Segundo entrenador)      | España               | 2014       |
| SD Eibar (Segundo entrenador)        | España               | 2015- 2021 |
| Selección AFE                        | España               | 2021       |
| Selección de la República Dominicana | República Dominicana | 2022       |
| CD Numancia                          | España               | 2022- 2023 |
| Águilas FC                           | España               | 2024       |
| SV Stripfing                         | Austria              | 2024       |
| Gimnástica Segoviana CF              | España               | 2025-      |

## Palmarés

### Campeonatos nacionales
Como jugador
| Título                     | Club            | Año     |
| -------------------------- | --------------- | ------- |
| Segunda División de España | Real Valladolid | 2006-07 |

### Campeonatos internacionales
Como entrenador
| Título              | Club          | Año  |
| ------------------- | ------------- | ---- |
| Korantina Homes Cup | Selección AFE | 2021 |